# Mistrzostwa Województwa Podlaskiego w piłce nożnej plażowej
Otwarte Mistrzostwa Województwa Podlaskiego w piłce nożnej plażowej – towarzyski turniej piłki nożnej plażowej rozgrywany corocznie od 2011 roku (z pominięciem 2014) organizowany pod patronatem Białostockiego Ośrodka Sportu i Rekreacji w celu wyłonienia najlepszej drużyny województwa podlaskiego.
Turniej od 2018 roku ma formułę turnieju eliminacyjnego do Mistrzostw Wschodniej Polski, w którym występują dodatkowo drużyny zaproszone oraz z turniejów eliminacyjnych w województwie lubelskim oraz mazowieckim.

## Medaliści
| Rok  |                                 |                                      |                                   |
| ---- | ------------------------------- | ------------------------------------ | --------------------------------- |
| 2011 | Hemako Sztutowo                 | Forza-Helios Białystok               | TSR Genticus Białystok            |
| 2012 | Hemako Sztutowo                 | Becpak Becker Arena Zdrowie Garwolin | LZS Izbiszcze                     |
| 2013 | Reprezentacja Podlasia          | Elhurt-Elmet Białystok               | Hemako Sztutowo                   |
| 2015 | Reprezentacja Podlasia          | UKS Milenium Gliwice                 | Vita Sport Zdrowie Garwolin       |
| 2016 | Rockoco-Podlasie                | Vita Sport Zdrowie Garwolin          | UKS Milenium Gliwice              |
| 2017 | Zgoda Chodecz Beach Soccer Team | Cescom Biała Białystok               | TSR Genticus Białystok            |
| 2018 | FC Bankiet Tykocin              | LZS Ibiszcze                         | 18. Białostocki Pułk Rozpoznawczy |

### Tabela medalowa
| Lp. | Drużyna                           | Miejsca na podium | Miejsca na podium | Miejsca na podium |   |   |
| --- | --------------------------------- | ----------------- | ----------------- | ----------------- | - | - |
| Lp. | Drużyna                           | 1.                | Hemako Sztutowo   | 2                 | 0 | 1 |
| 2.  | Reprezentacja Podlasia            | 2                 | 0                 | 0                 |   |   |
| 3.  | Rockoco-Podlasie                  | 1                 | 0                 | 0                 |   |   |
| 3.  | Zgoda Chodecz Beach Soccer Team   | 1                 | 0                 | 0                 |   |   |
| 3.  | FC Bankiet Tykocin                | 1                 | 0                 | 0                 |   |   |
| 6.  | Zdrowie Garwolin                  | 0                 | 2                 | 1                 |   |   |
| 7.  | UKS Milenium Gliwice              | 0                 | 1                 | 1                 |   |   |
| 7.  | LZS Ibiszcze                      | 0                 | 1                 | 1                 |   |   |
| 9.  | Cescom Biała Białystok            | 0                 | 1                 | 0                 |   |   |
| 9.  | Elhurt-Elmet Białystok            | 0                 | 1                 | 0                 |   |   |
| 9.  | Forza-Helios Białystok            | 0                 | 1                 | 0                 |   |   |
| 12. | TSR Genticus                      | 0                 | 0                 | 2                 |   |   |
| 13. | 18. Białostocki Pułk Rozpoznawczy | 0                 | 0                 | 1                 |   |   |